# Agriopodes fallax
Agriopodes fallax är en fjärilsart som beskrevs av Herrich-Schäffer 1853. Agriopodes fallax ingår i släktet Agriopodes och familjen nattflyn. Inga underarter finns listade i Catalogue of Life.

## Bildgalleri

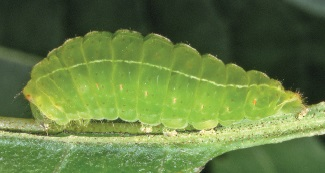